# Jogos Olímpicos de Verão de 1964
Jogos Olímpicos de Verão de 1964 (em japonês: 第十八回オリンピック競技大会 Dai Jūhachi-kai Orinpikku Kyōgi Taikai), conhecidos oficialmente como os Jogos da XVIII Olimpíada foram os Jogos Olímpicos realizados em Tóquio, no Japão, entre 10 e 24 de outubro de 1964, os primeiros a ser realizados na Ásia. A cidade já tinha conquistado o direito de realizá-los em 1940, mas a invasão da China pelo Japão os transferiu para Helsinque, na Finlândia. Com a eclosão da II Guerra Mundial em 1939, os Jogos de 1940 foram cancelados.
Abertos pelo Imperador Hirohito em pessoa, com a presença de 5.151 atletas de 93 nações, o momento mais simbólico do evento foi a entrada no estádio, carregando a tocha olímpica, do jovem Yoshinori Sakai, de 19 anos, nascido em Hiroshima no dia 6 de agosto de 1945, o mesmo dia em que a bomba atômica foi detonada sobre a cidade. Sua escolha foi uma homenagem às vítimas do holocausto nuclear e um apelo à paz mundial.
A cidade sediou os Jogos Olímpicos de Verão novamente em 2021, 57 anos após esta edição e utilizando em grande parte as mesmas instalações.

## Processo de candidatura
Na 55ª sessão do Comitê Olímpico Internacional, realizada em 26 de maio de 1959, em Munique, Alemanha Ocidental, a cidade de Tóquio foi escolhida como sede dos XVIII Jogos Olímpicos, superando as candidaturas de Detroit, Viena e Bruxelas já no primeiro turno das votações.
| Cidade   | CON            | Rodada única |
| Tóquio   | Japão          | 34           |
| Detroit  | Estados Unidos | 10           |
| Viena    | Áustria        | 9            |
| Bruxelas | Bélgica        | 5            |

## Fatos e destaques
- Estes foram os primeiros Jogos transmitidos por um satélite de comunicação geo-estacionário para outros continentes e o primeiro programa de televisão a cruzar, ao vivo, o Oceano Pacífico.
- O judô e o voleibol, esportes muito populares no Japão, foram introduzidos nos Jogos de 1964, além da adição do Pentatlo Feminino no atletismo. Os japoneses ganharam três medalhas de ouro no judô, mas quem venceu a principal prova de abertura da modalidade, a categoria super pesado, foi o holandês Anton Geesink. A equipe feminina japonesa de voleibol ganhou a primeira medalha de ouro do esporte, sendo que a final foi transmitida ao vivo para a Europa e a América do Norte.
- A nadadora australiana Dawn Fraser conquistou a terceira medalha de ouro consecutiva nos 100m livres ( Melbourne 1956, Roma 1960 e Tóquio 1964) enquanto que o grande nome da natação foi o do norte-americano Don Schollander, com quatro medalhas de ouro.
- O etíope Abebe Bikila torna-se bicampeão olímpico da Maratona, primeiro homem na história a conseguir tal façanha, seis semanas após uma extração de apêndice. Correndo os 42 km da prova desta vez calçado e agora pelas ruas da capital japonesa, ele quebra novamente o recorde mundial da modalidade, o que fez com que a partir desta data, tivesse colocado ao lado do seu nome por todos os jornalistas, pesquisadores, historiadores e aficionados do atletismo o adjetivo de "o maior maratonista de todos os tempos". Aumentando ainda mais a carga dramática de sua imagem lendária, Bikila teve um fim trágico, falecendo de hemorragia cerebral em 1973, após quatro anos de lutas e sofrimento contra as seqüelas dos ferimentos sofridos num acidente de automóvel em Adis-Abeba, capital da Etiópia, sua terra natal.
- A ginasta soviética Larissa Latynina encerrou sua carreira ganhando mais duas medalhas de ouro no solo e no geral por equipes (as duas pela terceira vez consecutiva) acumulando um total de 18 medalhas, sendo 9 delas de ouro, tornando-se a maior campeã olímpica, em qualquer esporte, de todos os tempos, sendo batida pelo nadador Michael Phelps 44 anos mais tarde.
- O neozelandês Peter Snell afirmou-se como o maior meio-fundista do planeta ao ganhar o ouro nos 800 m e nos 1500 m.
- A pista de atletismo sintética foi usada pela primeira vez nos Jogos.

## Modalidades disputadas
| - Atletismo (detalhes) - Basquetebol (detalhes) - Boxe (detalhes) - Canoagem (detalhes) - Ciclismo (detalhes) - Esgrima (detalhes) - Futebol (detalhes) - Ginástica (detalhes) - Halterofilismo (detalhes) - Hipismo (detalhes) - Hóquei sobre a grama (detalhes) |  | - Lutas (detalhes) - Judô (detalhes) - Natação (detalhes) - Pentatlo moderno (detalhes) - Pólo aquático (detalhes) - Remo (detalhes) - Saltos ornamentais (detalhes) - Tiro (detalhes) - Vela (detalhes) - Voleibol (detalhes) |

## Países participantes

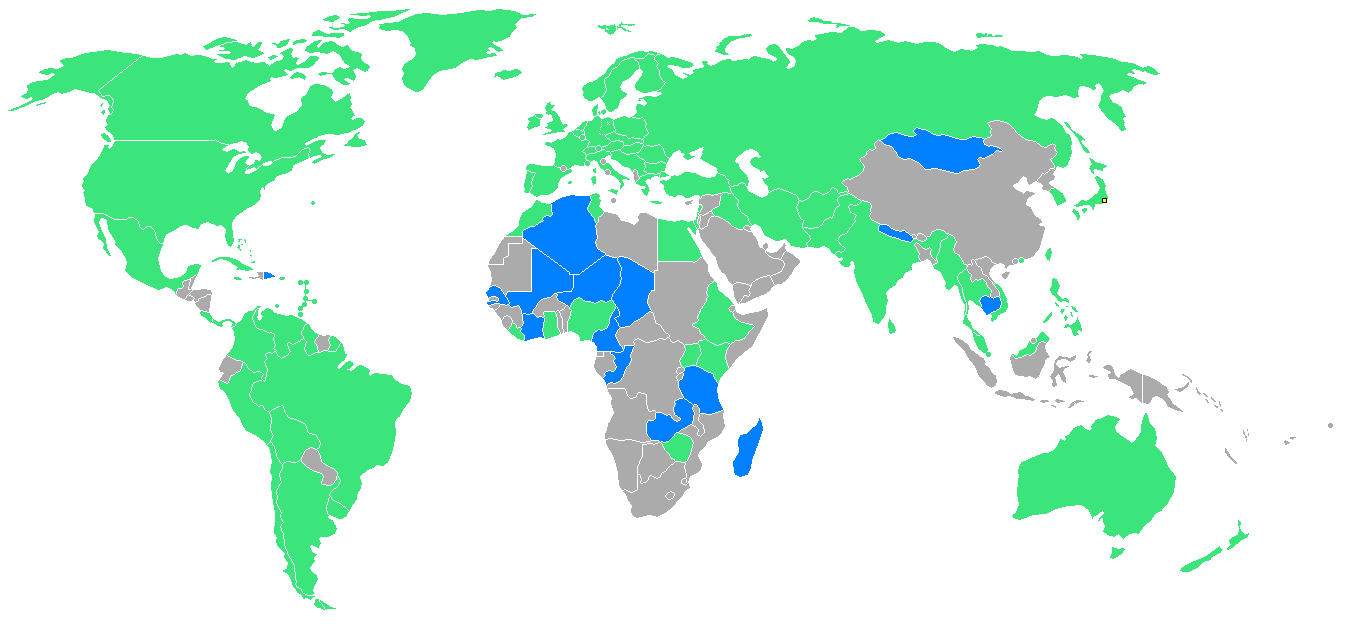
Participantes dos Jogos Olímpicos em 1964, com as nações estreantes em azul

Atletas de 93 Comitês Olímpicos Nacionais foram representadas nos Jogos de 1964. Quinze nações fizeram sua primeira aparição olímpica em Tóquio: Argélia, Camarões, Chade, Congo, Costa do Marfim, Madagascar, Malásia, Mali, Mongólia, Nepal, Níger, República Dominicana, Rodésia do Norte, Senegal e Tanzânia (como Tanganica).
A Rodésia do Norte alcançou a independência total como Zâmbia no mesmo dia da cerimônia de encerramento. Atletas da Rodésia do Sul competiram como Rodésia; sendo esta a última de três aparições do país nos Jogos Olímpicos de Verão. Mais tarde, já como Zimbábue, faria sua primeira aparição nos Jogos Olímpicos de Verão de 1980.
Atletas da Alemanha Oriental e da Alemanha Ocidental competiram juntos como a Equipe Alemã Unida, como haviam feito anteriormente em 1956 e 1960. As nações passaram a competir separadamente a partir dos Jogos Olímpicos de Inverno de 1968.
A Indonésia foi banida da competição em 7 de fevereiro de 1963 devido à sua recusa em permitir vistos de atletas israelenses e taiwaneses nos Jogos Asiáticos de 1962.
Na lista abaixo, o número entre parênteses indica o número de atletas por cada nação nos Jogos:
- AFG Afeganistão (8)
- AHO Antilhas Neerlandesas (4)
- ALG Argélia (1)
- ARG Argentina (102)
- AUS Austrália (243)
- AUT Áustria (56)
- BAH Bahamas (11)
- BEL Bélgica (61)
- BER Bermudas (4)
- BIR Birmânia (11)
- BOL Bolívia (1)
- BRA Brasil (61)
- BUL Bulgária (63)
- CMR Camarões (1)
- CAM Camboja (13)
- CAN Canadá (115)
- CEY Ceilão (6)
- CHA Chade (2)
- TCH Checoslováquia (104)
- CHI Chile (14)
- COL Colômbia (20)
- CGO Congo (2)
- KOR Coreia do Sul (154)
- CIV Costa do Marfim (9)
- CRC Costa Rica (2)
- CUB Cuba (27)
- DEN Dinamarca (60)
- EUA Equipe Alemã Unida (337)
- ESP Espanha (51)
- USA Estados Unidos (346)
- ETH Etiópia (12)
- PHI Filipinas (47)
- FIN Finlândia (89)
- FRA França (138)
- GHA Gana (33)
- GBR Grã-Bretanha (204)
- GRE Grécia (18)
- GUY Guiana Britânica (1)
- HKG Hong Kong (39)
- HUN Hungria (182)
- IND Índia (53)
- IRI Irã (62)
- IRQ Iraque (13)
- IRL Irlanda (25)
- ISL Islândia (4)
- ISR Israel (10)
- ITA Itália (168)
- YUG Iugoslávia (75)
- JAM Jamaica (21)
- JPN Japão (328)
- LIB Líbano (5)
- LBR Libéria (1)
- LIE Liechtenstein (2)
- LUX Luxemburgo (12)
- MAD Madagascar (3)
- MAS Malásia (61)
- MLI Mali (2)
- MAR Marrocos (20)
- MEX México (94)
- MON Mônaco (1)
- MGL Mongólia (21)
- NEP Nepal (6)
- NIG Níger (1)
- NGR Nigéria (18)
- NOR Noruega (26)
- NZL Nova Zelândia (64)
- NED Países Baixos (125)
- PAN Panamá (10)
- PAK Paquistão (41)
- PER Peru (31)
- POL Polônia (140)
- PUR Porto Rico (32)
- POR Portugal (20)
- KEN Quênia (37)
- UAR República Árabe Unida (73)
- DOM República Dominicana (1)
- RHO Rodésia (29)
- NRH Rodésia do Norte (12)
- ROM Romênia (138)
- SEN Senegal (12)
- SWE Suécia (94)
- SUI Suíça (66)
- THA Tailândia (54)
- ROC Taiwan (40)
- TAN Tanganica (4)
- TRI Trinidad e Tobago (13)
- TUN Tunísia (9)
- TUR Turquia (23)
- UGA Uganda (13)
- URS União Soviética (317)
- URU Uruguai (23)
- VEN Venezuela (16)
- VIE Vietnã (16)

LBA Líbia participou da cerimônia de abertura, mas seu único atleta (um maratonista) desistiu da competição.

## Quadro de medalhas
| Ordem | País                   | Medalha de ouro | Medalha de prata | Medalha de bronze |    |  |
| ----- | ---------------------- | --------------- | ---------------- | ----------------- | -- |  |
| 1     | USA Estados Unidos     | 36              | 26               | 28                | 90 |  |
| 2     | URS União Soviética    | 30              | 31               | 35                | 96 |  |
| 3     | JPN Japão              | 16              | 5                | 8                 | 29 |  |
| 4     | EUA Equipe Alemã Unida | 10              | 22               | 18                | 50 |  |
| 5     | ITA Itália             | 10              | 10               | 7                 | 27 |  |
| 6     | HUN Hungria            | 10              | 7                | 5                 | 22 |  |
| 7     | POL Polônia            | 7               | 6                | 10                | 23 |  |
| 8     | AUS Austrália          | 6               | 2                | 10                | 18 |  |
| 9     | TCH Checoslováquia     | 5               | 6                | 3                 | 14 |  |
| 10    | GBR Grã-Bretanha       | 4               | 12               | 2                 | 18 |  |
|       |                        |                 |                  |                   |    |  |
| 35    | BRA Brasil             |                 |                  | 1                 | 1  |  |

## Artigos relacionados
- Lista dos jogos olímpicos da era moderna